# Малайский архипелаг (книга)
Малайский архипелаг (англ. Malay Archipelago) — книга британского натуралиста Альфреда Рассела Уоллеса, в которой рассказывается о его научных исследованиях 1854—1862 южной части Малайского архипелага, включая Малайзию, Сингапур и острова Индонезии, известные тогда как Голландская Ост-Индия и остров Новая Гвинея . Работа была опубликована в двух томах в 1869 году, публикация задержалась из-за плохого здоровья Уоллеса и работы по описанию множества образцов, которые он привёз домой. В девятнадцатом веке книга выдержала десять изданий; с тех пор она много раз переиздавалась и была переведена на восемь языков.
В книге описывается каждый остров, который учёный посетил, с подробным описанием его физической и социально-экономической географии, вулканов, а также разнообразие флоры и фауны, образцы которой он находил и собирал. В то же время он описывает свой опыт, трудности путешествия и помощь, полученную от разных народов, которых он встретил. В предисловии отмечается, что он проделал путь более чем в 14 000 миль и собрал 125 660 экземпляров, в основном насекомых, а также тысячи моллюсков, птиц, млекопитающих и рептилий.
Работа иллюстрирована гравюрами, основанными на наблюдениях и коллекции Уоллеса, выполненными ведущими иллюстраторами Томасом Бейнсом, Уолтером Гудом Фитчем, Йоханнесом Герардом Кёлемансом, Э. У. Робинсоном, Йозефом Вольфом и Т. В. Вудом.
«Малайский архипелаг» привлёк к себе внимание множества периодических изданий (научного и религиозног толка). Рецензенты отмечали и иногда не соглашались с различными теориями учёного, особенно с разделением фауны и флоры по тому, что вскоре стало известно как линия Уоллеса, естественный отбор и актуализм в геологии. Почти все согласились с тем, что он представил интересный и исчерпывающий отчёт о географии, естествознании и народах архипелага, который был мало известен их читателям в то время, и что он собрал поразительное количество образцов. Книгу много цитируют, и она является самой успешной как в коммерческом плане, так и в качестве литературного произведения Уоллеса.

## История
В 1847 году Уоллес и его друг Генри Уолтер Бейтс, договорились о совместной поездке на Амазонку «для решения проблемы происхождения видов». Книга Чарльза Дарвина «Происхождении видов» была опубликована только 11 лет спустя, в 1859 году. Книга была основана на собственном долгом путешествии Дарвина на корабле HMS Beagle, её публикация была вызвана знаменитым письмом Уоллеса, отправленным в период, описанным в «Малайском архипелаге», когда он находился в Тернате, в котором в общих чертах описывалась теория эволюции путём естественного отбора). Вдохновением для Уоллеса и Бейтса служила новаторская книга 1847 года американского энтомолога Уильяма Генри Эдвардса «A Voyage Up the River Amazon, with a residency at Pará». Бейтс провёл на Амазонке 11 лет, продолжая писать «The Naturalist on the River Amazons» (1863); однако Уоллес, заболевший лихорадкой, вернулся домой в 1852 году с тысячами образцов, часть из которых были для научных целей, а другие — для продажи. Корабль и его коллекция погибли при пожаре, около Гвианы. Вместо того, чтобы сдаться, Уоллес написал об Амазонке как в прозе, так и в стихах, а затем снова отправился в плавание, на этот раз к Малайскому архипелагу.

## Обзор содержания
В предисловии обобщаются путешествия Уоллеса, тысячи собранных им образцов и некоторые результаты их анализа после его возвращения в Англию. В предисловии он отмечает, что проехал более 14 000 миль и собрал 125 660 экземпляров, в основном насекомых: 83 200 жуков, 13 100 бабочек и мотыльков, 13 400 других насекомых. Также он привёз в Англию 7 500 «раковин» (в том числе моллюсков), 8 050 птиц, 310 млекопитающих и 100 рептилий.

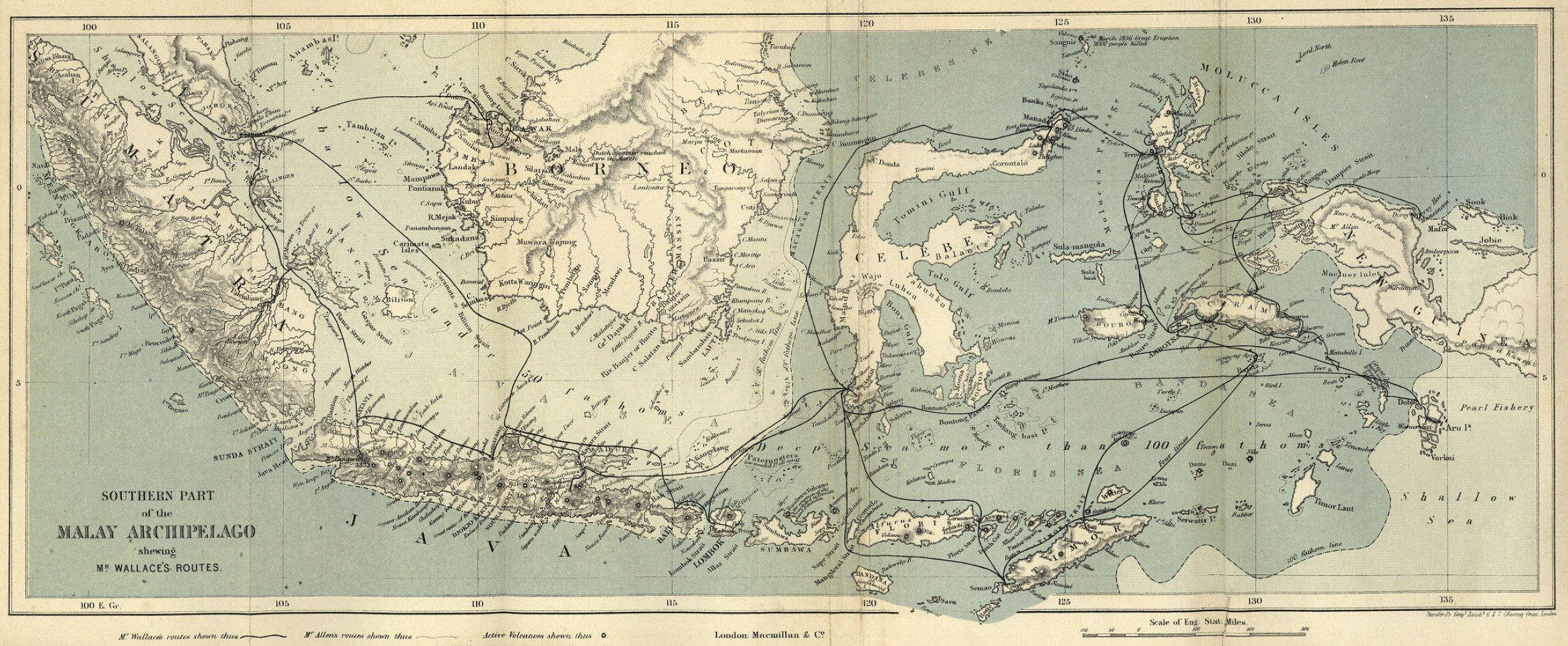
Раскладная цветная карта на развороте книги, показывающая путешествия Уоллеса по архипелагу.

Книга посвящена Чарльзу Дарвину, но, как объясняет Уоллес в предисловии, он предпочёл не обсуждать эволюционные последствия своих открытий. Вместо этого он ограничивается «интересными фактами проблемы, решение которой следует искать в принципах, разработанных мистером Дарвином» так что с научной точки зрения книга представляет собой в основном описательную естественную историю . Однако, опровержение этого скромного утверждения можно найти в статье « О законе, регулирующем интродукцию новых видов», написанной в 1855 году в Сараваке, за три года до того, как он написал Дарвину, предлагая концепцию естественного отбора.
Первая глава описывает физическую географию и геологию островов, уделяя особое внимание роли вулканов и землетрясений. В ней также обсуждается общая структура флоры и фауны, включая тот факт, что острова могут быть разделены тем, что в конечном итоге станет известно как линия Уоллеса: между азиатской и австралийской фауной.
В следующих главах подробно описываются места, которые посетил Уоллес, описывая многочисленные наблюдения о людях, их языках, образе жизни и социальной организации, а также о растениях и животных, встречающихся ему. Он говорит о биогеографических закономерностях, которые он наблюдает, и их значении для естественной истории, как с точки зрения движения видов и с точки зрения геологической истории региона. Он также рассказывает о своих личных переживаниях во время путешествий. Последняя глава представляет собой обзор этнических, языковых и культурных различий среди людей, живущих в регионе.

## Публикация
Книга была написана в основном в семейном доме жены Уоллеса в Hurstpierpoint, Западный Суссекс. Впервые она была опубликована весной 1869 года в виде однотомного издания, однако была переиздана в двух томах издательством Macmillan (Лондон), а второе издание в том же году — издательством Harper & Brothers (Нью-Йорк). Уоллес вернулся в Англию в 1862 году, но, как он пишет в предисловии, что с учётом большого количества образцов и его плохого состояния здоровья после пребывания в тропиках, написание заняло много времени. Он отметил, что мог бы сразу же напечатать свои заметки и дневники, но, вместо этого дождался, пока не опубликует статьи о своих открытиях, а другие учёные опишут и назовут новые виды (около 2000 его жуков (Coleoptera) и более 900 перепончатокрылых, включая 200 новых видов муравьёв). Книга выдержала 10 изданий, последнее из которых вышло в 1890 году.

## Иллюстрации

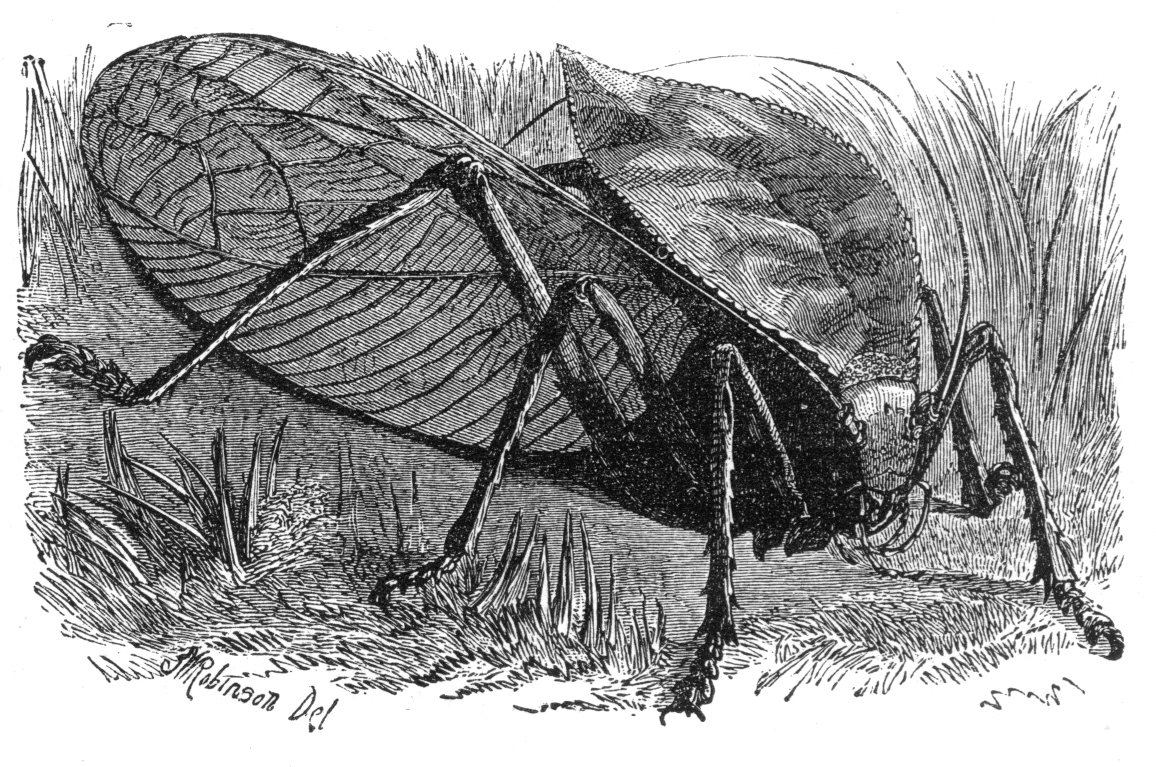
Иллюстрация Э. У. Робинсона.

В предисловии к книге сказано, что, иллюстрации сделаны на основе собственных эскизов, фотографий или образцов Уоллеса. Уоллес благодарит Уолтера и Генри Вудбери за фотографии пейзажей и портреты местных жителей. Он благодарит Уильяма Уилсона Сондерса и мистера Паско за рогатых мух и очень редких усачей: все остальные были из его собственной огромной коллекции.
Согласно Списку иллюстраций, оригинальные рисунки были нанесены непосредственно на блоки для гравировки по дереву знаменитыми художниками Томасом Бейнсом, Уолтером Гудом Фитчем, Джоном Джеррардом Кеулемансом, Э. У. Робинсоном, Джозефом Вольфом и Т. В. Вудом . Вуд также иллюстрировал «Происхождение человека» Дарвина, а Робинсон и Вольф также создали иллюстрации к книге «The Naturalist on the River Amazons» (1863), написанной другом Уоллеса, Генри Уолтером Бейтсом.

## Приём
Книга была тепло встречена после публикации, часто в виде длинных рецензий, в которых предпринимались попытки резюмировать книгу с точки зрения, которая подходила рецензирующему журналу. Она была рецензирована более чем в 40 периодических изданиях.

### Комментарии
1. ↑  Bates was 22, Wallace was 24.
2. ↑  Implying adaptive radiation.

### Первоисточник
1. ↑  Wallace, 1869. p. xiv.
2. ↑  Wallace, 1869. p. xii.
3. ↑  Wallace, 1869. Volume 1, pp. 1-30.
4. ↑  Wallace, 1869.
5. ↑  Wallace, 1869. Volume 2, pp. 439—464.
6. ↑  Wallace, 1869. pp. vii-ix.

### Вторичные источники
1. ↑  Mallet, Jim. Henry Walter Bates. University College London. Дата обращения: 11 декабря 2012. Архивировано 5 августа 2020 года.
2. ↑  Shoumatoff, Alex (22 августа 1988). A Critic at Large, Henry Walter Bates. New Yorker. Архивировано из оригинала 6 августа 2015. Дата обращения: 18 февраля 2021.
3. ↑  Edwards, 1847.
4. ↑  Wallace, Alfred Russel. On the Law Which has Regulated the Introduction of Species. Western Kentucky University. Дата обращения: 22 марта 2013. Архивировано 28 апреля 2007 года.
5. ↑  Beccaloni, George. 2005-"Treeps" plaque. The Alfred Russel Wallace Website (2008). Дата обращения: 3 марта 2016. Архивировано из оригинала 23 января 2019 года.
6. ↑  van Wyne, John. Malay Archipelago. Wallace Online, National University of Singapore. Дата обращения: 23 июня 2013. Архивировано 26 октября 2018 года.
7. ↑  See Commons Category:E. W. Robinson Архивная копия от 9 октября 2016 на Wayback Machine
8. ↑  Smith, Charles. Writings on Wallace. West Kentucky University. Дата обращения: 16 марта 2013. Архивировано 18 апреля 2021 года.